# Epidendrum mininocturnum
Epidendrum mininocturnum är en orkidéart som beskrevs av Dodson. Epidendrum mininocturnum ingår i släktet Epidendrum och familjen orkidéer.
Artens utbredningsområde är Ecuador. Inga underarter finns listade i Catalogue of Life.